# Phaonia nigrisquamma
Phaonia nigrisquamma är en tvåvingeart som beskrevs av Stein 1908. Phaonia nigrisquamma ingår i släktet Phaonia och familjen husflugor.
Artens utbredningsområde är Kanarieöarna. Inga underarter finns listade i Catalogue of Life.